# 罗尼亚克
罗尼亚克（法語：Rognac，法語發音：[ʁɔɲak]）是法国罗讷河口省的一个市镇，位于该省东南部，属于伊斯特尔区。

## 地理
罗尼亚克（43°29'16"N, 5°13'56"E）面积17.46 平方千米，位于法国普罗旺斯-阿尔卑斯-蓝色海岸大区罗讷河口省，该省份为法国东南部沿海省份，北起沃克吕兹省，西接加尔省，南濒地中海，东临瓦尔省。
与罗尼亚克接壤的市镇（或旧市镇、城区）包括：普罗旺斯地区艾克斯、贝尔莱唐、沃洛、维特罗勒。

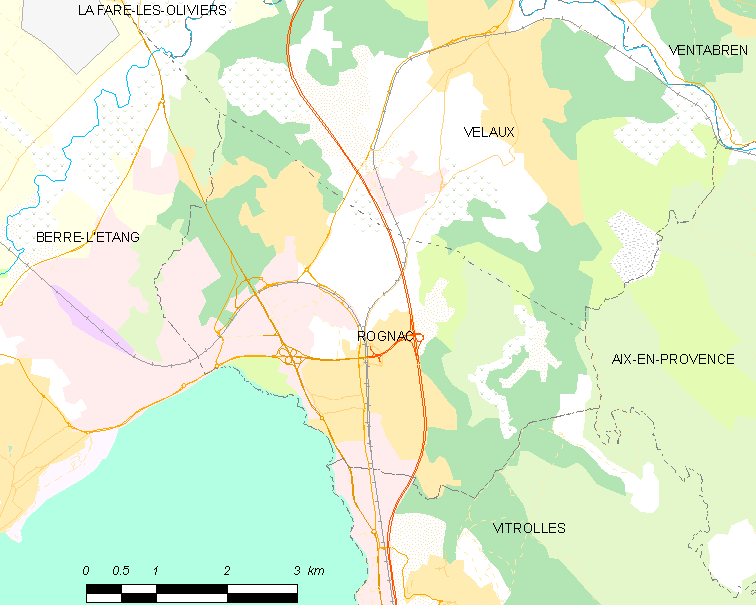
罗尼亚克的OSM定位图

罗尼亚克的时区为UTC+01:00、UTC+02:00（夏令时）。

## 行政
罗尼亚克的邮政编码为13340，INSEE市镇编码为13081。

## 政治
罗尼亚克所属的省级选区为贝尔莱唐县。

## 人口

1962-2008年间罗尼亚克人口变化图示

罗尼亚克于2022年1月1日时的人口数量为12335人。